# Historia LGBT en Panamá
La historia LGBT+ en Panamá se refiere a la diversidad de prácticas, militancias y valoraciones culturales sobre sexualidad y géneros disidentes que se desplegaron históricamente en el actual territorio panameño.

## Período colonial

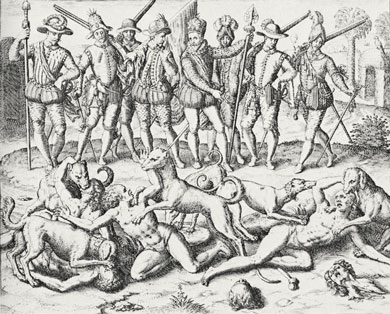
Indígenas acusados de sodomía siendo asesinados por perros, bajo órdenes de Vasco Núñez de Balboa.

Durante el período colonial, las crónicas de los siglos XV, XVI y XVII documentaron diversas prácticas sexuales en América Central y el Caribe, etiquetándolas como sodomía según la perspectiva europea. La llegada de los colonizadores trajo consigo creencias homofóbicas que se utilizaron para justificar la conquista. Estos colonizadores asociaban desastres naturales y enfermedades con la homosexualidad entre las poblaciones nativas, utilizando estas creencias como justificación divina para su dominación. Un caso emblemático fue el castigo de Vasco Núñez de Balboa en 1513, quien arrojó a unos cuarenta nativos travestis a los perros en Panamá, marcando el primer registro de castigo por sodomía en América.
Los colonizadores impusieron una visión binaria de género que castigaba cualquier expresión de género que no se ajustara a sus normas. Términos como «berdache» fueron usados para describir a hombres de género no tradicional, pero en la modernidad se consideran peyorativos e insultantes por la comunidad LGBT+ indígena. La represión de la diversidad sexual y de género fue severa, borrando y castigando identidades que celebraban dicha diversidad. Esta represión no solo afectó la visibilidad de las personas de dos espíritus, sino que también erosionó la riqueza cultural y la identidad de los pueblos indígenas.
Un ejemplo de la diversidad sexual precolonial es la figura mitológica de Wigudun en la cultura guna, un alma de dos espíritus que personificaba cualidades masculinas y femeninas y desempeñaba roles importantes dentro de la comunidad. Con la llegada de los colonizadores, la aceptación de esta diversidad fue severamente reprimida, y la figura de Wigudun, que alguna vez fue un símbolo de inclusión y aceptación, quedó oculta bajo la influencia occidental.

## SigloXX

### Presencia militar estadounidense (1903-1999)
A lo largo de la historia de Panamá, la homosexualidad ha sido un tema poco abordado, especialmente durante la época de la presencia militar estadounidense en el istmo. Joaquín Beleño, en su obra literaria Gamboa Road Gang/Los Forzados de Gamboa (1991), ofrece un vistazo a cómo se definía y trataba a los homosexuales dentro de las cárceles en la base militar de Gamboa. Beleño describe a los homosexuales como personajes pintorescos que, a pesar de ser despreciados por la mayoría de los hombres, aportaban un toque de color y distracción a la vida de los reclusos. Su narrativa refleja la existencia de una subcultura gay dentro de estas instituciones, donde los gestos y contoneos de los homosexuales generaban un ambiente festivo o picaresco.
La presencia de bases militares estadounidenses en Panamá, también reveló la existencia de una subcultura gay que emergió como parte del capitalismo. Era común ver tanto a mujeres como a hombres esperando en las entradas de algunas bases militares, buscando la oportunidad de entrar con la ayuda de algún soldado. Estas áreas se convirtieron en lugares idóneos para la prostitución y los encuentros sexuales entre personas del mismo sexo. El doctor y profesor Donoghue Michael de la Universidad de Connecticut en su obra Borderland on the Isthmus: Race, Culture, and the Struggle for the Canal Zone (2014), destaca que los esfuerzos de Estados Unidos por controlar la actividad sexual en las fronteras de sus enclaves militares contribuyeron a la producción y reproducción de categorías, identidades y normas sexuales. La policía de la zona del canal y los policías militares solían arrestar a "transgresores sexuales", asignándoles categorías e identidades que a menudo eran falsas o fabricadas para cumplir con la misión de control estadounidense en la zona fronteriza. Las amantes panameñas eran etiquetadas como prostitutas, los afeminados como homosexuales colombianos, y los panameños que se disfrazaban durante el carnaval eran clasificados como travestis.

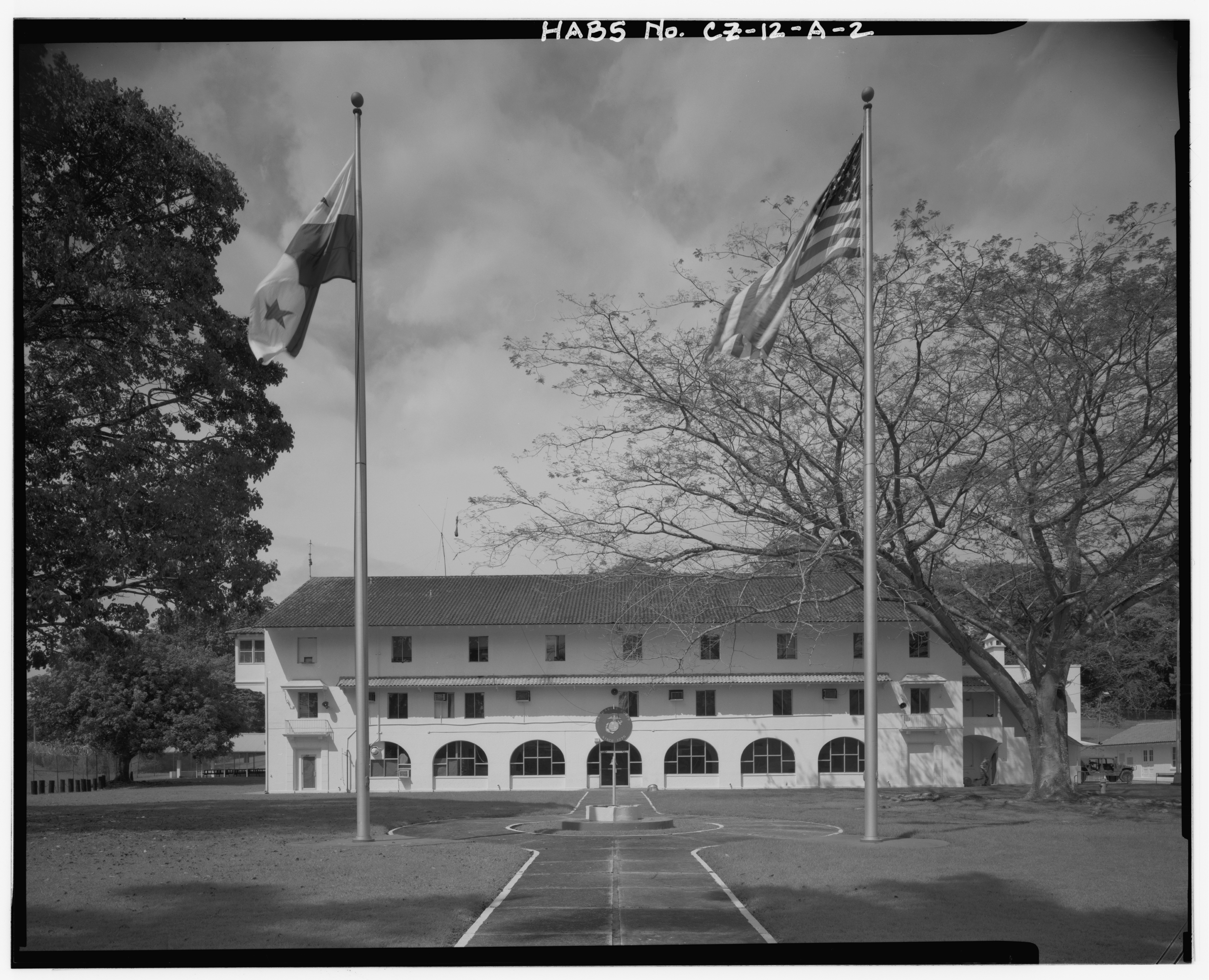
Base naval estadounidense Vasco Núñez de Balboa, ubicada en la Zona del Canal de Panamá en 1996. La base lleva el nombre del colono ejecutor de la primera pena mortal registrada en América por razones sexo-genéricas.

Era de conocimiento público que los soldados estadounidenses mantenían relaciones sexuales con travestis y con prostitutas que solían esperarlos a las salidas de las bases militares de la Zona del Canal durante la noche. La salida de la avenida 4 de julio (July 4th) se convirtió en un sitio popular donde muchos gais y prostitutas esperaban a sus clientes para encuentros sexuales. Michael Donoghue menciona que, en ocasiones, algunos soldados estadounidenses informaban haber sido violados en territorio panameño por hombres locales, aunque las autoridades solían dudar de estas declaraciones, sospechando que los soldados inventaban estas excusas para explicar sangrados o enfermedades venéreas anales. Estas prácticas sexuales entre personas del mismo sexo también ocurrían dentro de las bases militares estadounidenses, lo que evidencia la complejidad y diversidad de las relaciones sexuales en este contexto.
Durante este período, bajo la breve presidencia de Domingo Díaz Arosemena, el 20 de mayo de 1949, emite el Decreto Ejecutivo n.º 149, que incluía medidas represivas sobre «higiene social y moralidad pública» en el Código Sanitario, con el que se criminaliza la homosexualidad (nombrada en el artículo 12 del decreto con el término sodomía) con una pena de tres meses a un año de prisión y $50 a $500 de multa.
En este período de presencia militar estadounidense en Panamá, la diversidad sexual comenzó a emerger en la literatura local como una forma de expresión y resistencia. En 1957, Tristán Solarte publicó la primera versión de El ahogado, protagonizada por un bisexual llamado Rafael; uno de los personajes LGBT más célebres de la literatura LGBT panameña. Esta novela basada en un caso real, refleja la lucha interna y la complejidad de las identidades LGBT en un contexto de represión y marginalización. En 1954, ganó el premio Ricardo Miró por esta novela cuando fue presentada en dicho concurso.

### Regímenes militares (1968-1989)
Durante los regímenes militares en Panamá (1968-1989), la represión y persecución de aquellos que se oponían al gobierno, incluyendo a la comunidad LGBT, fue intensa. Los disidentes, tanto políticos como civiles, enfrentaron encarcelamiento, abusos verbales y físicos, y violaciones sexuales. Un ejemplo notable es el caso del Dr. Ricardo Arias Calderón, quien fue arrestado en 1987 después de participar en una protesta contra el dictador Manuel Antonio Noriega. En el patio del G-2, él y otros detenidos fueron amenazados con violaciones y sometidos a humillaciones, como tener condones puestos frente a sus caras mientras se les decía que serían colocados en celdas con prisioneros con sida, cuyos primeros casos positivos  en el país fueron registrados 3 años antes en 1984.
Las cárceles panameñas, como La Preventiva, eran conocidas por la violencia sexual contra los prisioneros, incluyendo a los homosexuales, que eran violados tanto por otros reclusos como por oficiales de policía. Estas violaciones se utilizaban como castigo y advertencia para los opositores políticos. Por las noches, los oficiales a veces permitían que travestis, como el conocido “Carolina”, fueran lanzados a las celdas para ser abusados sexualmente por los criminales, bajo la mirada indiferente o incluso alentadora de los guardias.
Durante la dictadura de Manuel Noriega (1983-1989), la situación no mejoró. Noriega, a pesar de su imagen machista, tenía un lado bisexual que mantenía en secreto. Era conocido por perfumarse, vestir ropa llamativa y viajar con su novio piloto, además de rodearse de consejeros abiertamente gais. Este doble estándar reflejaba la hipocresía y el abuso de poder en su régimen, cuya identidad fue utilizada para reforzar el consenso de la invasión estadounidense para su derrocamiento.
En la década de 1980, lugares como el bar La Madrid en el Casco Antiguo de Panamá ofrecían un refugio para homosexuales, lesbianas, intelectuales, prostitutas y otros marginados sociales. Este bar, a pesar de su condición sórdida y precaria, proporcionaba un espacio donde nadie preguntaba por la identidad de los otros, permitiendo un respiro de la opresiva realidad exterior.

### Década de 1990
Tras el fin del régimen militar, desmantelado luego de la invasión estadounidense de 1989, la década de 1990 se inscribe en un período marcado por avances significativos en visibilidad y organización de las poblaciones LGBT en Panamá, con una mayor aceptación y reconocimiento social.
En 1996, el escritor Javier Stanziola ganó el Concurso Nacional de Literatura Ricardo Miró con su obra teatral De mangos y albaricoques, una pieza de temática LGBT que rompió barreras en el ámbito literario panameño. Esta obra se destacó por su calidad literaria y por la visibilización de las historias y experiencias de la comunidad LGBT en Panamá.
El mismo año, el 29 de junio, se fundó la Asociación Hombres y Mujeres Nuevos de Panamá, la primera organización LGBT en la historia del país. Aunque inicialmente no contaban con personería jurídica, esta organización representó un paso fundamental hacia la formalización y el fortalecimiento del activismo LGBT en Panamá, ofreciendo un espacio de apoyo y defensa de los derechos de la comunidad.
En 1998, se logró otro avance significativo cuando, por primera vez, personas LGBT obtuvieron permiso para marchar abiertamente durante el desfile del Carnaval de Panamá. Este hecho, aunque criticado por círculos conservadores y religiosos, simbolizó un momento de visibilidad y celebración de la diversidad sexual en un evento tan emblemático para la cultura panameña. La participación abierta en el Carnaval representó un desafío a las normas sociales tradicionales y una reivindicación de los derechos y la dignidad de las personas LGBT en el país.

## SigloXXI

### Década de 2000
La década del 2000 fue un periodo de avances significativos para la comunidad LGBT en Panamá, marcando un progreso histórico en términos de visibilidad, derechos y reconocimiento oficial. 
El 4 de septiembre de 2001, la Asociación de Hombres y Mujeres Nuevos de Panamá obtuvo personalidad jurídica y reconocimiento oficial por parte del Estado panameño. Este logro permitió que la primera organización LGBT del país operara legalmente, sentando las bases para una mayor defensa de los derechos y visibilidad de la comunidad.
En 2004, se llevó a cabo la primera edición de la Marcha del Orgullo LGBT de Ciudad de Panamá. Este evento marcó un paso trascendental hacia la visibilidad pública y la aceptación social, permitiendo a la comunidad LGBT celebrar su identidad y reclamar sus derechos en un espacio público. La marcha del orgullo se convirtió en un símbolo de resistencia y un llamado a la igualdad, atrayendo la atención de los medios y del público en general.
En mayo de 2008, Enrique Jelenszky y John Winstanley, un ciudadano panameño y otro británico, respectivamente, inscribieron su unión civil en la embajada del Reino Unido en Panamá. Este hecho fue uno de los primeros reconocimientos oficiales de una unión entre personas del mismo sexo en el país. Ese mismo año, el 29 de julio, el presidente Martín Torrijos Espino emitió el Decreto Ejecutivo n.º 332, que despenalizó la homosexualidad en Panamá. Este decreto, que entró en vigencia el 31 de julio, eliminó finalmente las leyes que penalizaban las relaciones consensuales entre adultos del mismo sexo, marcando un avance crucial en la lucha por los derechos humanos y la igualdad.

### Década de 2010
La década de 2010 en Panamá fue un periodo de activismo y avances significativos para la comunidad LGBT, aunque también de enfrentamientos con sectores conservadores. 
El 29 de mayo de 2011, se realizó una besatón LGBT frente a la Catedral de Panamá en protesta por la detención de dos mujeres lesbianas arrestadas por besarse cerca del lugar semanas antes. Este acto de visibilidad fue una manifestación contra la represión y la discriminación lésbica.
En 2016, Candy Pamela González hizo historia al convertirse en la primera mujer transgénero en obtener autorización para cambiar su nombre y su género legalmente, sin necesidad de una cirugía de afirmación de género, marcando un avance en el reconocimiento de los derechos de las personas trans.
El 1 de julio de 2017, la Marcha del Orgullo LGBT de Ciudad de Panamá contó por primera vez con la participación de una primera dama, Lorena Castillo, quien se convirtió en la abanderada del evento, simbolizando un apoyo sin precedentes desde el ámbito gubernamental.
En 2019, la Asamblea Nacional aprobó en primer debate una reforma constitucional para prohibir el matrimonio entre personas del mismo sexo, lo que provocó protestas ciudadanas. Ante la presión social, el presidente Laurentino Cortizo hizo un llamado al Congreso para desechar la reforma, y finalmente, la misma fue suspendida.

### Década de 2020
El 1 de marzo de 2023, la Corte Suprema de Justicia de Panamá emitió un dictamen declarando que la prohibición del matrimonio entre personas del mismo sexo, incluida en el Código de Familia y en el Código de Derecho Internacional Privado de la República, no es inconstitucional. Esta decisión fue recibida con críticas, y el 24 de marzo, la Comisión Interamericana de Derechos Humanos instó a Panamá a garantizar los derechos de las parejas del mismo sexo en conformidad con la Opinión Consultiva OC-24/17. La Comisión lamentó el dictamen de la Corte Suprema, que negó el derecho al matrimonio igualitario, subrayando la necesidad de proteger y reconocer los derechos de las parejas del mismo sexo en el país.
En junio de 2023, con motivo del día del Orgullo LGBT, la pastora evangélica Maricamen Gutiérrez anunció la celebración de una boda masiva simbólica entre diez parejas del mismo sexo, que se realizaría en el corregimiento de Santa Ana de la Ciudad de Panamá. Por su parte, la Alianza Evangélica de Panamá negó la pertenencia de Gutiérrez a la comunidad evangélica e instó al procurador de la Nación Javier Caraballo que detenga el evento por ser ilegal e inconstitucional. Caraballo anunció una investigación a través de la Fiscalía. Finalmente el evento fue cancelado por la organización Panamá Pride debido a las presiones desde los grupos conservadores y las amenazas y mensajes de odio recibidos por parte de extremistas.